# José Ángel Hernández
José Ángel Hernández (27 ottobre 1970) è un ex cestista venezuelano.

## Carriera
Con il Venezuela ha disputato i Campionati americani del 1997.